# Terremoto de Ya'an de 2013
El terremoto de Ya'an (también, terremoto de Lushan) de 2013 fue un sismo de 7.0 grados de magnitud que se registró en Linqiong a las 00:02 hora local, el 20 de abril de ese año. Su intensidad Mercalli va desde VIII hasta el IX Mercalli.

## Historia
El  Terremoto de Ya'an  tuvo lugar a las 8:02 hora de Pekín (12:02 UTC) el 20 de abril de 2013. El epicentro se situó cerca de Lushan, Ya'an, en la provincia de Sichuan, China, que está a unos 116 km de Chengdu. La magnitud del terremoto fue de 7.0 grados en la escala de Richter y con una intensidad de hasta IX mercalli.

### Daños
El sismo dejó saldo de 203 muertos, más de 5,500 heridos y daños muy considerables hasta ahora. Las autoridades chinas anunciaron que los muertos podrían ser más de un centenar.
El epicentro fue en la misma zona donde un terremoto de 8.0 grados azotó esa región, dejando saldo de más de 80,000 muertos.